# Зостир

Зостир (греч. Άκρα Ζωστήρ — «пояс») — мыс в Греции. Расположен к югу от города Вулиагмени, южного пригорода Афин в Восточной Аттике. Мысом Зостир оканчивается гора Имитос. Вдаётся в залив Сароникос. Ограничивает с запада бухту Вари, с востока — бухту . У мыса находится остров Флевес. Высшая точка 24 метра над уровнем моря.

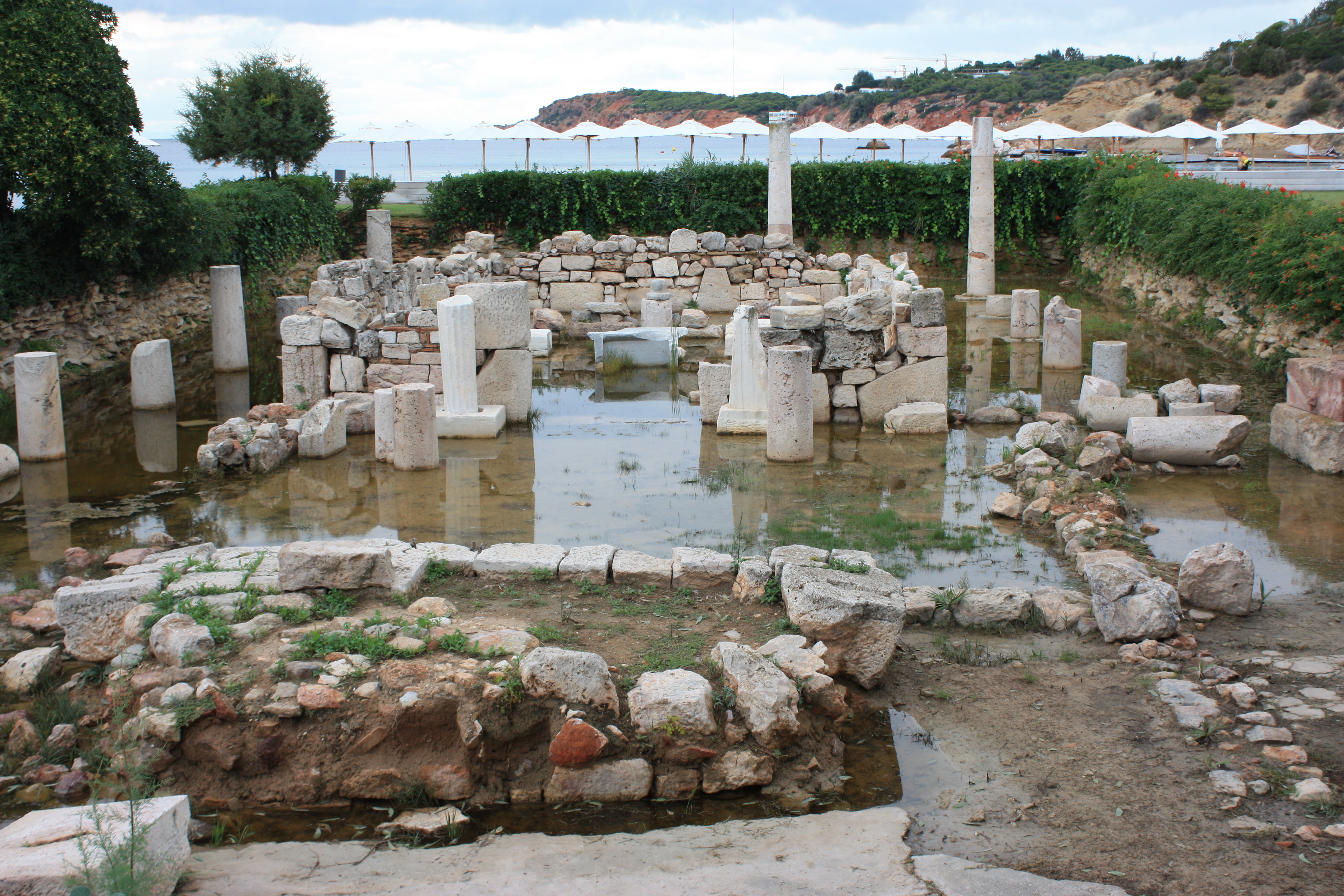
Храм Аполлона Зостера

Упоминается Страбоном как Зостер. Павсаний сообщает о жертвенниках Афины, Аполлона, Артемиды и Латоны на мысе Зостер, у моря. По Павсанию, Латона (Лето) развязала здесь пояс (др.-греч. ζωστήρ) перед родами на Дилосе. В 1925 году обнаружены руины храма Аполлона Зостера на перешейке полуострова Ломварда (Λομβάρδα) или Лемос (Λαιμός — «шея»).